# Nationalparks in Griechenland
In Griechenland gibt es 12 Nationalparks, davon sind zwei Meeres-Nationalparks.

## Geschichte
Die Notwendigkeit der Ausweisung von Nationalparks wurde 1937 erkannt, als während der Diktatur Ioannis Metaxas’ das erste Gesetz zur Einrichtung von Nationalparks in Griechenland herausgegeben wurde. 1938 wurde dann der erste Nationalpark in Griechenland ausgewiesen, der Nationalpark Olympos, gefolgt von der raschen Ausweisung des Nationalparks Parnassos.

## Gestalt der griechischen Nationalparks
Jeder Nationalpark besteht aus einer Kernzone und den sie umgebenden Bereich. Gemäß griechischem Gesetz darf die Kernzone nicht kleiner als 15 km² sein, mit Ausnahme der Meeres-Nationalparks.
In der Kernzone des Nationalparks dürfen nur wissenschaftliche Forschung, sanfte Erholungsaktivitäten und die Erfassung von Umweltinformationen durchgeführt werden. Die Errichtung von Menagerien, Fischfarmen, Straßen, Camping- und Wander-Infrastruktur, verbunden mit Holzeinschlag und Beweidung sind nur im Umgebungsbereich des Nationalparks erlaubt.
| \| \| |
|       |

|  |

| \| \| |
|       |

|  |

| \| \| |
|       |

|  |

| \| \| |
|       |

|  |

| \| \| |
|       |

|  |

| \| \| |
|       |

|  |

| \| \| |
|       |

|  |

| \| \| |
|       |

|  |

| \| \| |
|       |

|  |

| \| \| |
|       |

|  |

| \| \| |
|       |

|  |

| \| \| |
|       |

|  |